# Ion hidruro de helio
El catión hidrohelio (1+), HeH+, también conocido como ion hidruro de helio o ion molecular de hidruro de helio, es un catión formado por la reacción de un protón con un átomo de helio en fase gaseosa, y fue sintetizado por primera vez en el laboratorio en 1925; ante la hipótesis de que también podría encontrarse en el medio interestelar, se logró detectar de manera inequívoca en 2019 por SOFIA.  Es isoelectrónico con el hidrógeno molecular.  Es el ácido más fuerte conocido, con una afinidad protónica de 177,8 kJ/mol. Es el ion heteronuclear más simple, comparable con el ion de hidrógeno molecular, H2+.  Pero, a diferencia del H2+, es un dipolo permanente, lo que hace que su caracterización espectroscópica sea más fácil.

## Propiedades
El HHe+ no puede prepararse en fase condensada, ya que protonaría cualquier anión, átomo o molécula presente.  Sin embargo, es posible estimar una acidez acuosa hipotética usando la ley de Hess.
| HHe+(g)  | → | H+(g)   | + He(g)      | +178 kJ/mol | [ 3 ] |
| HHe+(aq) | → | HHe+(g) | +973 kJ/mol  | [ 5 ]       |       |
| H+(g)    | → | H+(aq)  | −1530 kJ/mol |             |       |
| He(g)    | → | He(aq)  | +19 kJ/mol   | [ 6 ]       |       |
| HHe+(aq) | → | H+(aq)  | + He(aq)     | −360 kJ/mol |       |

Su energía libre de disociación de -360 kJ/mol equivale a un pKa de -63.
La longitud del enlace covalente entre el átomo de H y He es de 0,772 angstrom.
Otros hidruros de helio han sido estudiados o teorizados.  Se ha observado HeH2+ mediante espectroscopía de microondas, el cual tiene una energía de enlace de 25,1 kJ/mol, mientras que en el HeH3+ es de 0,42 kJ/mol.
El catión de hidruro de dihelio se forma cuando reaccionan el catión dihelio con hidrógeno molecular.
He2+ + H2 → He2H+ + H•.
El He2H+ es una molécula lineal con el hidrógeno en el centro.

## Reactividad
El catión de hidruro de helio reacciona con la mayoría de sustancias.  Se ha observado que es capaz de protonar O2, NH3, SO2, H2O y CO2 dando lugar a O2H+, NH4+, HSO+, H3O+ y HCO2+.  Otras moléculas como el óxido nítrico, dióxido de nitrógeno, óxido nitroso, sulfuro de hidrógeno, metano, acetileno, etileno, etano, metanol y acetonitrilo también reaccionan pero se rompen debido a la gran cantidad de energía liberada.  Otra técnica usada para estudiar reacciones entre compuestos orgánicos y HeH+ consiste en la formación de un derivado de tritio con el compuesto orgánico.  La descomposición del tritio hacia 3He+, seguida de la extracción de un átomo de hidrógeno da lugar a 3HeH+, el cual es rodeado por el compuesto orgánico y dando lugar a la reacción a estudiar.
Subsiguientes átomos de helio se unen al HeH+ para dar lugar a clústeres más grandes como He2H+, He3H+, He4H+, He5H+ y He6H+, el cual es particularmente estable.

## Existencia en la naturaleza
El ion de hidruro de helio se forma durante la desintegración del tritio en la molécula de T2, dando lugar a HT.  Aunque la energía liberada en la desintegración del tritio desestabiliza la molécula, el enlace no se rompe.
En 2019, mediante el Stratospheric Observatory For Infrared Astronomy (SOFIA), el espectrómetro heterodino del Receptor Alemán de Astronomía operando a frecuencias superiores a 2 THz detectó en la nebulosa planetaria NGC 7027 el ion hidruro de helio por primera vez en el medio interestelar.  Se cree que fue el primer compuesto que se formó en el universo, y tiene una importancia fundamental en la comprensión de la química en el universo temprano.  Esto se debe a que el hidrógeno y el helio fueron casi los dos únicos tipos de átomos formados durante la nucleosíntesis primordial.  Las estrellas formadas a partir de este material deberían haber contenido HeH+, el cual pudo influir en su formación y posterior evolución.  En concreto, se cree que su fuerte momento dipolar permanente fue relevante en la opacidad de las estrellas con metalicidad cero.  Se cree que el HeH+ también forma parte de las atmósferas de las enanas blancas ricas en helio, donde aumenta la opacidad del gas y hace que este tipo estelar se enfríe más lentamente.
Se han sugerido diferentes lugares donde se podría detectar el HeH+, entre ellas estrellas frías de helio, regiones H II y nebulosas planetarias densas, en particular NGC 7027.  Es complicado detectar HeH+ con técnicas espectroscópicas ya que su línea espectral a 149,14 μm coincide con un doblete perteneciente al radical metilidino.
El HeH+ se podría formar en el gas que se enfría en choques disociativos en las nubes interestelares densas, como los choques causados por los vientos estelares, supernovas y el viento solar de las estrellas jóvenes.  Si la velocidad de la onda de choque es superior a 90 km/s, se formaría en cantidades suficientemente grandes como para ser detectado espectroscópicamente.  Si se detectara, estas emisiones servirían como marcadores de dicha onda de choque.

## Molécula neutra
Al contrario que el HeH+, la molécula neutra de hidruro de helio no es estable en su nivel energético más bajo.  Sin embargo, existe en un estado excitado como excímero, y su espectro fue observado por primera vez a mediados de los 1980.